# Comuna Häädemeeste
Häädemeeste este o comună (vald) din Comitatul Pärnu, Estonia. Cuprinde 21 localități (20 sate și 1 târgușor). Reședința comunei este târgușorul (centru urban) Häädemeeste.